# SN 1991ad
SN 1991ad – supernowa typu Ia odkryta 13 maja 1991 roku w galaktyce A161924+1738. W momencie odkrycia miała maksymalną jasność 18,50m.